# Catachlorops bicolor
Catachlorops bicolor är en tvåvingeart som först beskrevs av Krober 1931.  Catachlorops bicolor ingår i släktet Catachlorops och familjen bromsar. Inga underarter finns listade i Catalogue of Life.